# 格拉布冰川
格拉布冰川（英語：Grubb Glacier），是南極洲的冰川，位於葛拉漢地的丹科海岸，最終在巴格肖冰川以西注入安沃爾灣的萊斯特灣，現時由南極條約體系管理。